# Variantes du bikini
Les variantes du bikini sont nombreuses, à la fois en termes de matériaux et de formes. Un bikini classique est un maillot de bain en deux pièces qui couvre l'entrejambe, les fesses et les seins d'une femme. Certains bikinis couvrent une partie plus importante du corps, tandis que d'autres en dévoilent plus. Certaines variantes sans haut sont considérées comme étant des bikinis, bien qu'elles ne fassent pas partie d'un maillot de bain en deux pièces.

## Terminologie
Le mot bikini s'applique d'abord à la mode qui expose le nombril de la personne qui la porte, bien que l'industrie de la mode ne l'utilise désormais que pour qualifier tout maillot de bain en deux pièces. La mode actuelle du bikini a un design simple : deux triangles de tissu qui forment un soutien-gorge couvrant les seins d'une personne, et deux triangles de tissu formant un bas qui s'arrête sous le nombril et couvre l'aine et les fesses. Il peut y avoir des grandes différences de superficie couverte, allant d'un bikini string à un « full design ». Un maillot de bain sans haut peut toujours être considéré comme un bikini, bien que ne répondant pas exactement à la définition.
Les dérivés du mot bikini sont créés à partir d'un abus de langage partant du latin « bi- » (deux en latin). La première variante de ce type est celle de Rudi Gernreich lorsqu'il crée le monokini en 1964. D'autres variantes comme le tankini et le trikini sont aussi nommés à partir de cet abus du « bi » de bikini : en effet, bikini est un mot sans préfixe,.
La « famille des -kini », telle que surnommée par William Safire, et qui inclut les « sœurs -ini » de la styliste Anne Cole, a grandi pour inclure un grand nombre de variations, souvent nommées de façon humoristique. Des variations stylistiques répandues incluent le string bikini, le monokini (pas de haut), le tankini (débardeur et bas de bikini), le camikini (camisole et bas de bikini), le hikini, le sling bikini (qui est en fait un maillot de bain une pièce), le minimini, le teardrop, le seekini (transparent), le microkini et le granny bikini (haut de bikini et short),. En 1985, la mode inclut des maillots de bain deux pièces avec un haut court, des maillots qui sont en deux pièces à l'avant mais une seule à l'arrière, des bretelles ou encore des fronces.

## Variantes du bikini

### String bikini
Le string bikini est un peu plus révélateur et moins couvrant qu'un bikini classique. Il tient son nom de la ficelle de son design. Il s'agit de deux pièces triangulaires de tissu en bas, qui ne sont pas cousues ensemble sur les côtés mais rassemblées par une ficelle. Les hauts sont conçus de façon similaire et attachés par une ficelle.
La légende veut que la modèle Rose de Primallio ait créé le premier string bikini alors qu'elle devait recoudre un modèle mais manquait de tissu pendant une séance photo. La première présentation officielle du string bikini est faite par le professionnel des relations publiques Glen Tororich et sa femme Brandi Perret-DuJon, une modèle, à l'ouverture du centre commercial Le Petite Centre à la Nouvelle-Orléans en 1974. S'inspirant d'une photo d'une modèle brésilienne dans le Women's Wear Daily, ils demandent au styliste Lapin de créer un string bikini pour l'événement. Les modèles recrutées par le casteur Peter Dasigner ôtent un manteau de fourrure conçu par Alberto Lemon sur scène, dévoilant le bikini. La présentation est retransmise par la télévision locale et le Times-Picayune, et est envoyé à l'Associated Press et à United Press International.
Les string bikinis sont la variation la plus populaire du bikini classique.

### Monokini

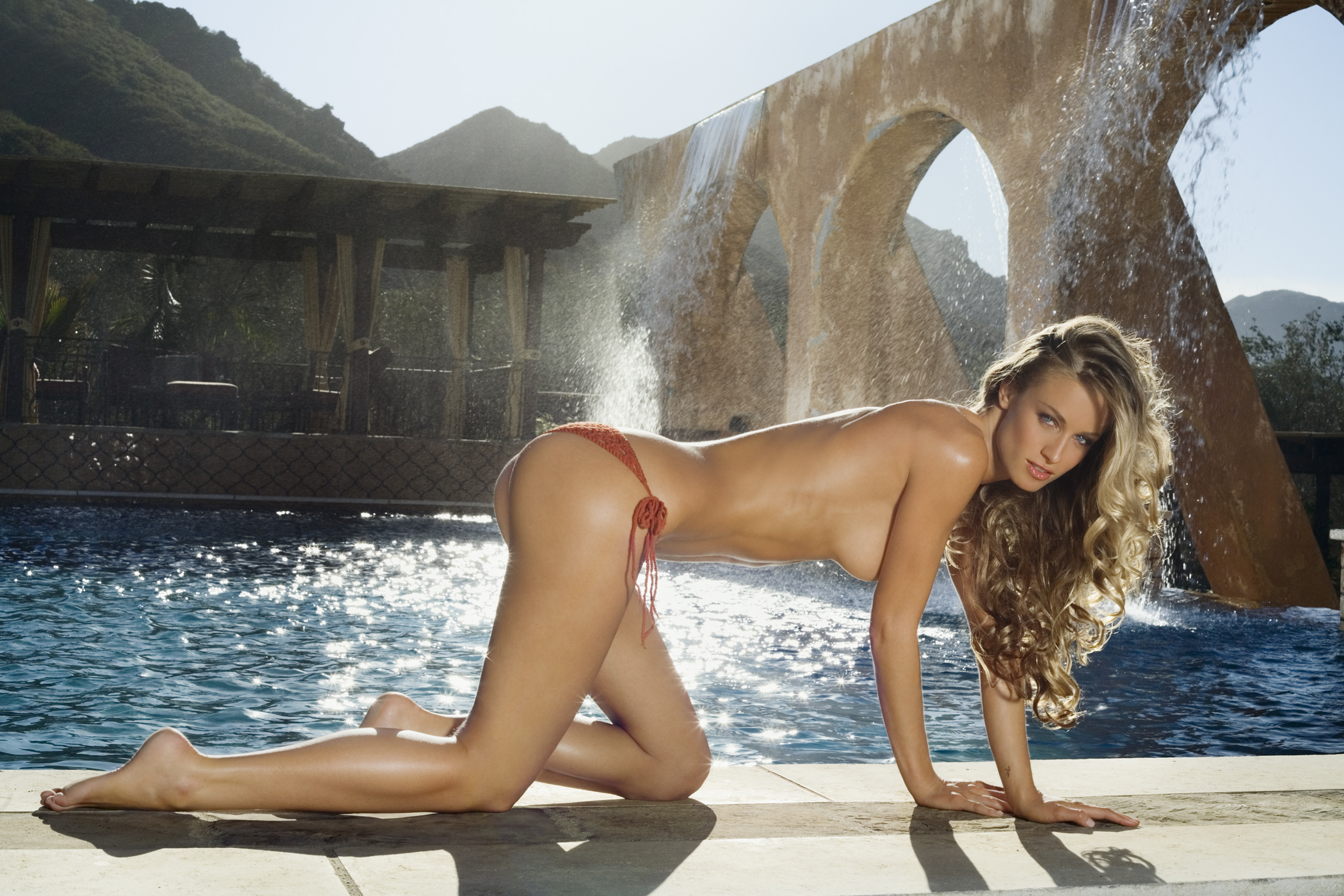
Michele Merkin posant avec un monokini

Un monokini, plus souvent appelé maillot de bain sans haut et parfois appelé unikini, est un maillot de bain une pièce qui ne se compose que du bas du bikini,,. En 1964, le styliste autrichien Rudi Gernreich conçoit le premier monikini aux États-Unis et en invente le nom. Le monokini de Gernreich consiste en un maillot de bain une pièce à bretelles laissant les seins à l'air. Malgré des réactions très négatives des critiques de mode et des religieux, le monokini atteint des records de ventes, bien que très peu de personnes aient porté les monikinis dans des lieux publics. À la fin de la saison, Gernreich avait vendu quelque 3 000 monokinis à 24 $ pièce, soit un profit important pour une quantité de tissu et de travail minimale. Le monokini est illégal sur les plages américaines à l'époque : les femmes voulant bronzer sans haut ne portent qu'un bas de bikini. Les fabricants s'adaptent rapidement, vendant les hauts et les bas séparément. Gernreich créera ensuite le pubikini, pour sa part peu connu.
Peggy Mof est la modèle de la première exposition du maillot. Elle affirme qu'il s'agit d'un symbole des idées avant-gardistes de Gernreich en matière de maillots de bain autant que d'un symbole scandaleux de la décadence de la société. Dans les années 1960, le monokini est un fer de lance de la révolution sexuelle car il souligne la liberté de se vêtir à sa convenance pour une femme, même si elle choisit de s'habiller de façon provocative. Comme tous les maillots de bain, le bas du monokini a différentes coupes possibles. Certaines sont sur le modèle d'un string, d'autres couvrent entièrement les fesses. Le bas du monokini peut avoir une coupe haute, allant jusqu'à la taille, ou beaucoup plus bas. Le monokini moderne ressemble plus à un maillot de bain une pièce avec des découpages. On peut y ajouter de la résille, des métaux, et d'autres matériaux liant le bas et le haut du monokini de façon plus esthétique que pratique. Dans les dernières années, le monokini est devenu synonyme de bronzage seins nus. Là où le bikini a deux parties séparées, le monokini n'est que le bas du bikini. Il arrive d'utiliser le mot "bikini" comme blague pour désigner un monokini et un chapeau de soleil. Le monokini original est toujours vendu par Victoria's Secret sous le nom de halfkini.

### Microkini

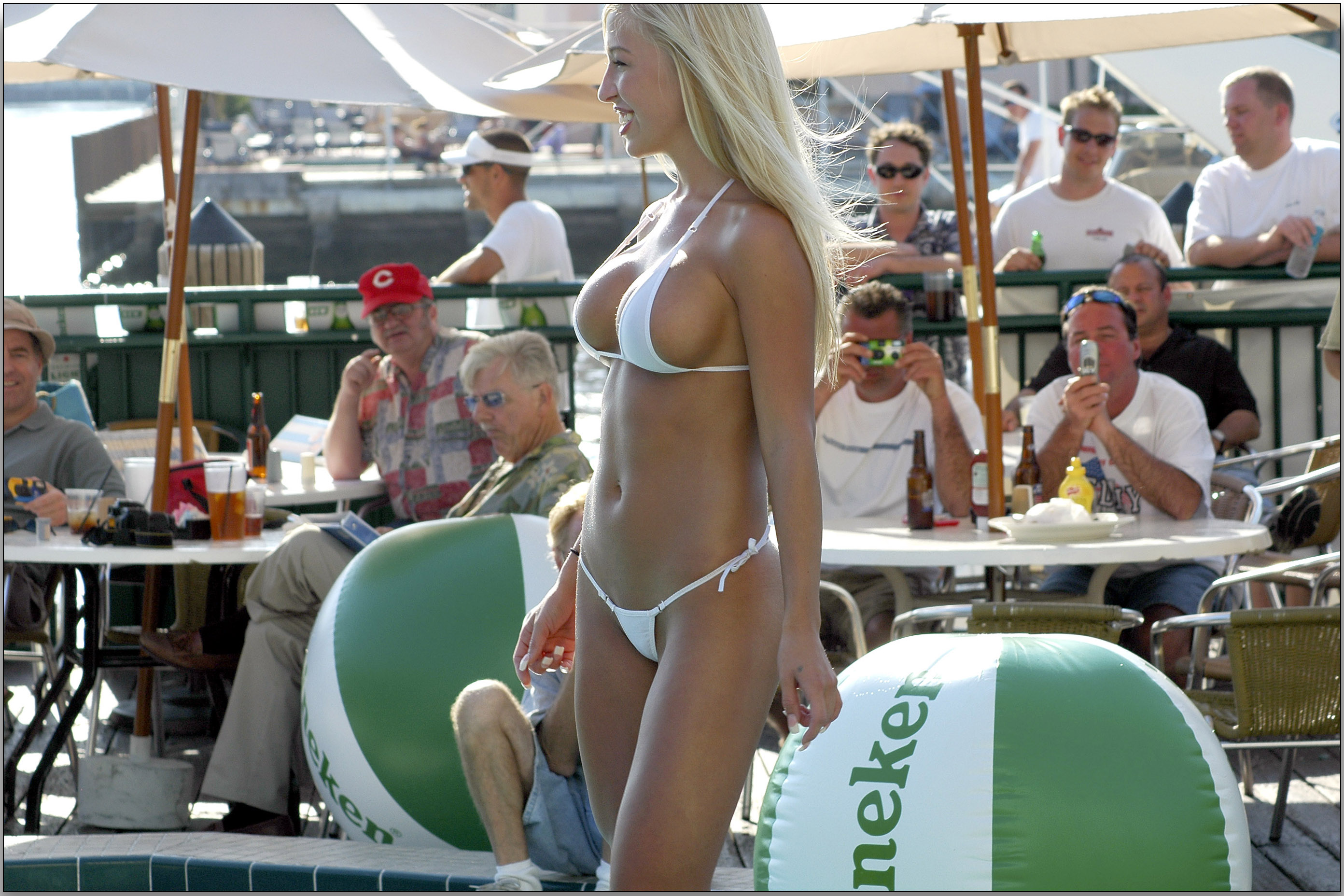
Une femme en microkini

Un microkini est un bikini qui couvre le minimum de peau. Il utilise juste assez de tissu pour cacher les parties génitales de la personne qui le porte. Tout tissu supplémentaire ne sert qu'à le faire tenir sur le corps du porteur. Certaines variations du microkini utilisent de l'adhésif ou un câble pour faire tenir le tissu sur les parties génitales sans ficelle. Les variantes les plus radicales du microkini sont simplement une bande de tissu qui ne couvrent rien du corps, tout en cachant les parties génitale : l'objectif du microkini est alors de respecter la loi sur l'exhibitionnisme tout en étant le plus nu possible.

### Tankini

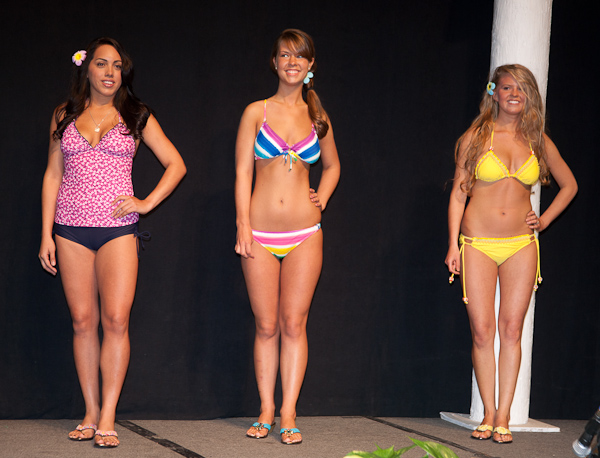
Tankini à gauche

Un tankini est un maillot de bain combinant un débardeur, le plus souvent en élasthanne et coton ou en lycra et nylon, et un bas de bikini. La combinaison fait son apparition à la fin des années 1990,,.
D'après l'auteur William Safire, le tankini est un débardeur court soutenu par des bretelles fines. Le haut du tankini est donc ce qui le différencie du bikini. Le mot est un néologisme combinant « tank » de « tank top » (débardeur en anglais) et la fin du mot bikini. Il est considéré comme plus conservateur qu'un bikini classique et presque aussi couvrant qu'un maillot de bain une pièce, mais a les avantages inhérents au bikini, comme le fait de ne pas devoir se dénuder entièrement pour aller aux toilettes.
La styliste Anne Cole est à l'origine de ce style en 1998. Le maillot est une réussite commerciale Il . Des variations du tankini peuvent être le camkini, dont le débardeur a des bretelles plus fines, et le bandeaukini, où un bandeau sans bretelles est porté comme haut du maillot de bain. Les tankinis ont plusieurs designs, couleurs et formes possibles et certains ont une propriété push-up. Ils sont très populaires chez les enfants et pour le sport comme le triathlon.

### Trikini

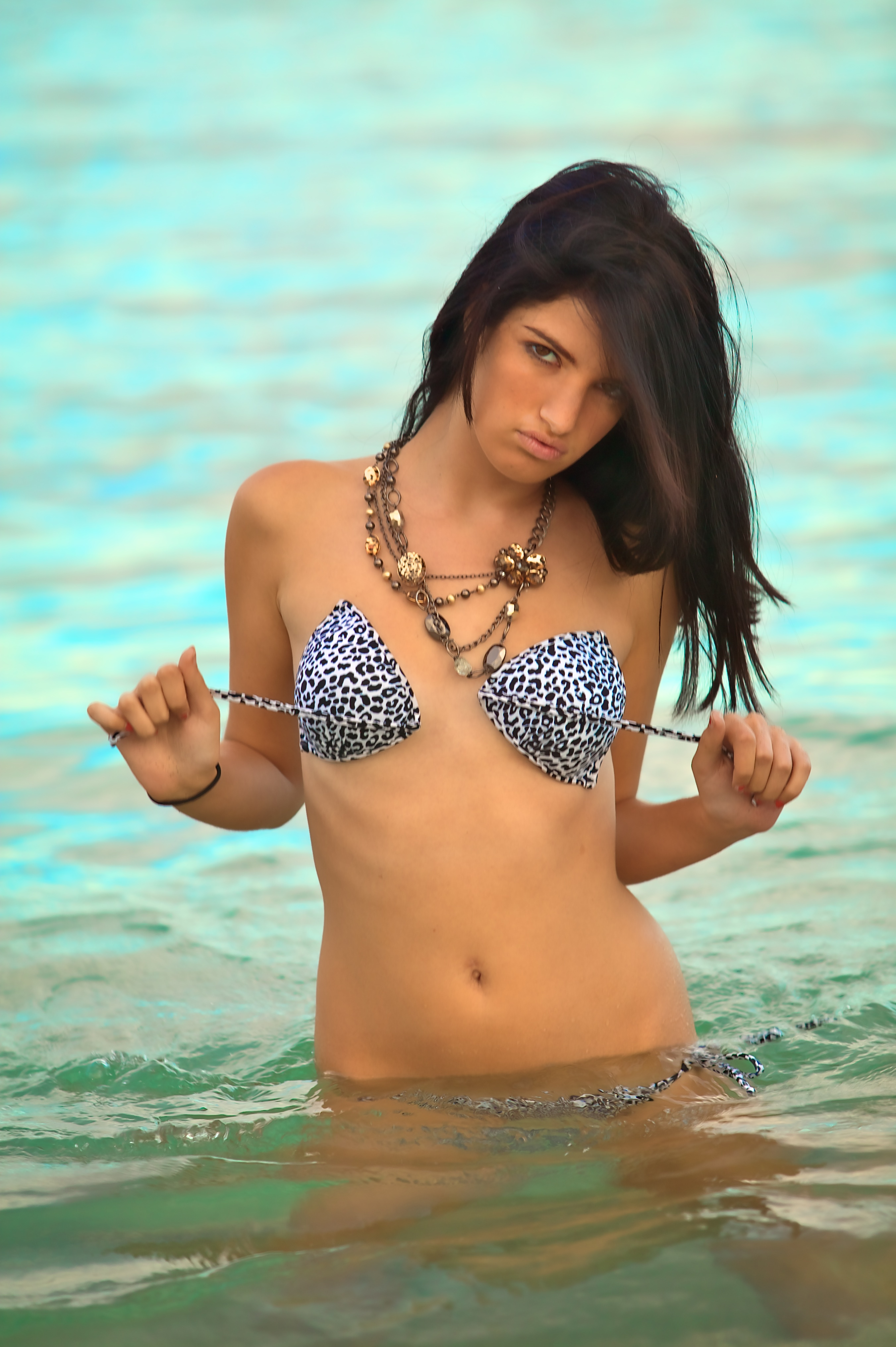
Une femme portant un trikini

Le trikini fait une brève apparition en 1967. Il s'agit d'un bas de bikini avec un haut constitué de deux bouts de tissu couvrant les seins, n'étant pas accrochés ensemble. Le nom du maillot est constitué de « tri », pour trois parties, et « kini » en référence au bikini.
En 2005, Dolce & Gabbana présente à nouveau des trikinis en tissu brillant. Certains ensembles de trois pièces comme un maillot de bain une pièce avec un bikini ou un bikini avec une ceinture en métal sont parfois appelés trikinis.

### Sling bikini
Le sling bikini est aussi connu sous les noms de bikini à bretelles, string à bretelles, bikini fronde ou fronde. Il s'agit d'un maillot une pièce qui couvre moins de peau qu'un bikini. Un sling bikini ressemble à un bas de bikini, mais ses bretelles montent jusqu'aux épaules plutôt que sur les hanches. Ces maillots de bain étaient très populaires sur les plages européennes de Saint-Tropez, Marabella et Ibiza au début des années 1990 et plus de 3 000 maillots sont vendus en une saison à San Francisco.
Une variante du sling bikini, popularisé par le film Borat (2006) et principalement porté par les hommes, est le mankini.

### Bandeaukini
Un bandeaukini ou bandini est un haut bandeau sans bretelles porté avec un bas de bikini.
Le bandeau grandit rapidement en notoriété auprès des jeunes femmes et atteint des chiffres de ventes presque égaux à ceux du bikini classique. Le bandeau peut avoir des bretelles détachables pour un meilleur soutien.

### Skirtini

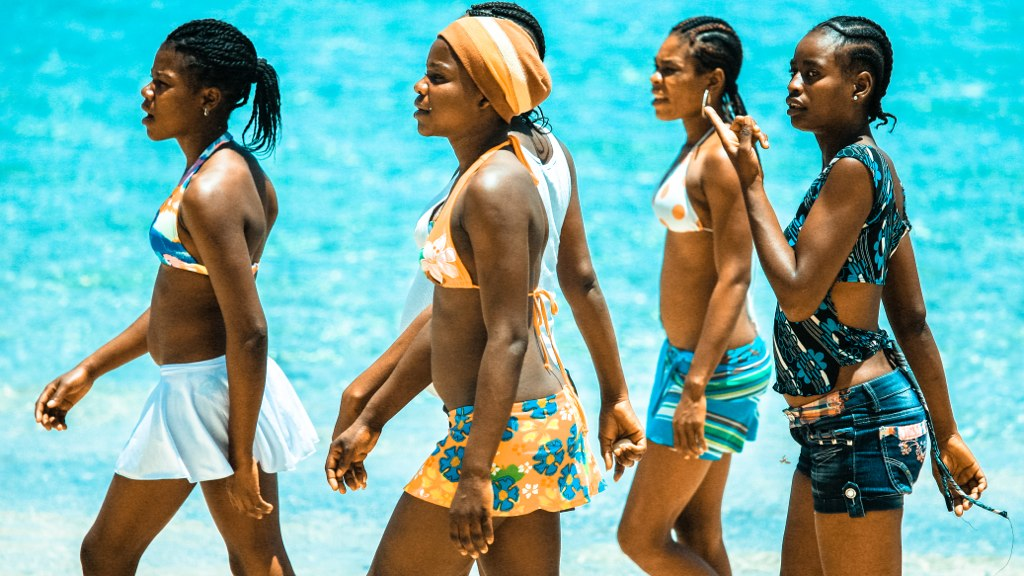
Femmes en skirtini

Le skirtini, de skirt (jupe), est un haut de bikini porté avec une jupe courte pour couvrir plus de peau de la personne qui le porte. En 2007, le skirtini de la marque Juicy Couture gagne en popularité,, et il est nommé comme tendance importante de l'été 2011 par The Daily Telegraph.

## Matériaux
L'utilisation du coton rendait la fabrication du maillot facile à ses débuts. Après 1960, cependant, il devient plus pratique de s'appuyer sur des matériaux élastiques. Certains autres matériaux comme le velours ou le cuir font leur apparition au début des années 1970,.
Selon l'utilisation du bikini, le matériau de base peut changer : en mode, on se contente de vérifier que rien ne bouge quand on ramasse une serviette au sol ou quand on lève les bras. En bodybuilding, l'utilisation de métaux est interdite et les deux pièces du bikini doivent être tenues ensemble par une ficelle.

### Coton
Les bikinis modernes étaient d'abord fabriqués à partir de coton et de jersey. Aujourd'hui, ils sont plutôt faits avec des tissus traités qui sont étirés sur un moule en plastique, puis cuits pour avoir la forme désirée. Ils sont souvent doublés avec un tissu qui les empêche de devenir transparents lorsqu'ils sont mouillés.

### Nylon
Dans les années 1960, le nylon gagne en popularité et permet de moins couvrir les corps. À Rio de Janeiro et Saint-Tropez, les strings en nylon deviennent la norme.

### Elasthanne
Dans les années 1960, les bikinis changent complètement de nature avec la démocratisation de l'élasthanne. Les maillots de bain peuvent être portés sans coutures et doublures lourdes et se prêtent aux styles athlétiques, avec des tissus et formes plus adaptés à la pratique sportive. Le bikini ne tombe plus et reste en place. L'élasthanne permet aux stylistes de créer le bikini string et le monokini.
Dans les années 1960, Marks & Spencer remplace le nylon par de l'élasthanne dans ses modèles de grande distribution. Il s'agit du modèle le plus utilisé pour les maillots de bain grâce à son élasticité, son faible coût et sa nature imperméable ; cependant, il s'abîme rapidement avec la chlorine des piscines. S'il est porté tous les jours, la chlorine détruira un maillot de bain en Lycra en moins de 3 mois. En 2007, Speedo produit le Fastskin, un matériau spécial pour la natation de compétition : plus léger et plus rapide dans l'eau, il n'est pas détérioré par la chlorine.

### Autres matériaux

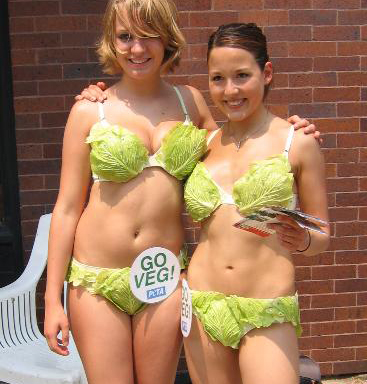
Un bikini en légumes pour une campagne de PETA.

L'actrice Diana Dors porte un bikini de vison au festival de Cannes,,. En 1967, un styliste français conçoit un bikini en papier qui se dissout dans l'eau,. Le styliste italien Emilio Pucci fait fabriquer des bikinis en soie. Norma Kamali utilise du Lurex doré pour ses maillots de bain.
Triya conçoit un haut bandeau en métal rigide, qui ressemble à un étau autour de la poitrine du modèle. Laura Jane crée des bikinis en néoprène en 1989. Fernando Garcia utilise des matériaux exotiques comme de la peinture phosphorescente, de la peau de python, de la frange d'agneau mongol et du renard noir.
L'association People for the Ethical Treatment of Animals crée des bikinis de laitue pour faire la publicité du végétarisme. Plusieurs stars les portent, dont Pamela Anderson, Elizabeth Berkley, Jayde Nicole et Courtney Stodden. Au contraire, Lady Gaga porte un bikini de viande (différente de sa robe de viande) sur la couverture de Vogue,, un acte très critiqué par PETA. L'écologie est aussi au cœur de l'utilisation de certains matériaux comme du coton bio, des fibres de bambou, des chutes de tissu, des bouteilles de soda reconditionnées, des filets de pêches, du nylon recyclé ou du soja,,,. L'inventeuse Claudia Escobar crée des bikinis écologiques en peau de saumon tannée et teinte en 2003.
Enfin, de nombreux bikinis ont été créés à partir de métaux et pierres précieux. En 1977, Mappin et Webb of London produisent un bikini en platine estimé à 9 500 dollars, porté par Miss Royaume-Uni à Miss Monde. En février 2006, Susan Rosen crée un bikini avec 150 carats de diamants qui valent au total 20 000 000 livres sterling. En 2009, Pistol Panties crée un « bling-kini » recouvert de 5 000 cristaux Swarovski et non résistant à l'eau, vendu 2 000 livres,.